# Devonvale Golf & Wine Estate
De Devonvale Golf & Wine Estate is een countryclub in Stellenbosch, Zuid-Afrika. De club is opgericht in 1960 en heeft een 18-holes golfbaan met een par van 72.
Naast een golfbaan, heeft de club ook een kuuroord en grote zalen voor bepaalde evenementen zoals bruiloften. De club bezit ook een aantal wijngaarden en die liggen in de wijndistrict van Stellenbosch.

## De baan
De golfbaan werd ontworpen door de golfbaanarchitect Ken Elkin. De fairways en de tees werden beplant met kikuyugras, een tropische grassoort, en de greens met struisgras.
Op de golfbaan zijn er twee meren die verbonden zijn met de "Plankenburgrivier".

## Golftoernooien
- South African Women's Open: 2001 & 2002
- Devonvale Classic: 2003